# Лебедьовка
Лебедьо́вка (рос. Лебедёвка) — селище у складі Заводоуковського міського округу Тюменської області, Росія.
Населення — 1446 осіб (2010, 1640 у 2002).
Національний склад станом на 2002 рік:
- росіяни — 91 %